# Ulrike Meyer
Ulrike Meyer (* 23. Januar 1973 in Leutkirch im Allgäu) ist eine deutsche Informatikerin und leitet seit Mitte August 2008 als Universitätsprofessorin das Lehr- und Forschungsgebiet IT-Security in der Fakultät für Mathematik, Informatik und Naturwissenschaften der RWTH Aachen.

## Werdegang
Meyer wuchs in Villingen im Schwarzwald auf und immatrikulierte sich zunächst für zwei Semester für ein Psychologie-Studium, bis sie im Oktober 1994 ein Mathematik-Studium mit Nebenfach Volkswirtschaftslehre an der Universität Heidelberg begann und es im Januar 2001 mit einer Diplomarbeit zum Thema „Normenkörper“ abschloss. Von Dezember 2001 bis Dezember 2005 war sie als Doktorandin bei Johannes Buchmann am „Lehrstuhl für Theoretische Informatik – Kryptographie und Computeralgebra“ im Fachbereich Informatik der TU Darmstadt tätig. Von Januar 2001 bis Dezember 2004 wurde sie als Stipendiatin im Graduiertenkolleg „Systemintegration für Ubiquitäres Rechnen in der Informationstechnik“ der DFG gefördert. Von März 2004 bis November 2005 verbrachte sie mehrere Forschungsaufenthalte bei Susanne Wetzel am Stevens Institute of Technology (SIT) in Hoboken (New Jersey), für die sie finanzielle Förderungen von der DFG im Rahmen des Graduiertenkollegsstipendiums, vom DAAD durch ein Kurzzeitstipendium für Doktoranden und vom „Wireless Network Security Center“ (WiNSeC) am SIT erhielt. 2005 wurde sie mit einer Dissertation zum Thema „Secure Roaming and Handover Procedures in Wireless Access Networks“ in Informatik an der TU Darmstadt zum Dr.-Ing. promoviert. Nach einer Forschungsaktivität von 2006 bis 2008 im Bereich „Sichere Mobilkommunikationsnetze“ bei Siemens und Nokia Siemens Networks in München folgte sie Mitte August 2008 dem Ruf zur Fachgruppe Informatik an der RWTH Aachen.
Ihr Forschungsgebiet IT-Security und die damit verbundene Professur wurde im Rahmen des Exzellenzclusters „Ultra High Speed Mobile Information and Communication“ (UMIC) neu in der Fakultät für Mathematik, Informatik und Naturwissenschaften eingerichtet. Forschungsschwerpunkt von Ulrike Meyer ist die Sicherheit in drahtlosen und mobilen Netzen.
2010 setzte sich bei einem Wettbewerb zur IT-Sicherheit an der Ural State University das Team von Ulrike Meyer besetzt mit 20 Informatikstudenten der RWTH gegen die Konkurrenz von 43 Hochschulteams aus aller Welt durch.

## Publikationen (Auszug)
- mit Bastian Küppers, Florian Kerber, Ulrik Schroeder: Beyond Lockdown: Towards Reliable e-Assessment. In: Die 15. e-Learning Fachtagung Informatik : 5. bis 8. September 2017 Chemnitz Köllen Druck + Verlag 2017 ISBN 978-3-88579-667-1
- mit Stefan Wüller, Daniel Mayer, Fabian Förg, Samuel Schüppen, Benjamin Assadsolimani, Susanne Wetzel: Designing privacy-preserving interval operations based on homomorphic encryption and secret sharing techniques März 2017 doi:10.3233/JCS-16830
- mit Fabian Förg, Susanne Wetzel: Efficient Commodity Matching for Privacy-Preserving Two-Party Bartering. März 2017 doi:10.1145/3029806.3029831
- mit Stefan Wüller, Ulrike Meyer, Susanne Wetzel: Privacy-Preserving Multi-Party Bartering Secure Against Active Adversaries. IACR April 2017
- mit Marián Kühnel: Applying highly space efficient blacklisting to mobile malware 12. August 2016 doi:10.1093/jigpal/jzw052
- mit Marián Kühnel: Classification of Short Messages Initiated by Mobile Malware. September 2016 doi:10.1109/ARES.2016.53
- mit Dominik Teubert, Fred Grossmann: Anomaly-based Mobile Malware Detection: System Calls as Source for Features. 2016 doi:10.5220/0005652900260036
- mit Stefan Wüller, Marián Kühnel: Information Hiding in the RSA Modulus. Juni 2016 doi:10.1145/2909827.2930804
- mit Patrick Herrmann: B. A. T. M. A. N. Handover Extension for Routing Nodes in Infrastructure WMNs. November 2016 doi:10.1109/LCN.2016.118
- mit Stefan Wüller, Wadim Pessin, Susanne Wetzel: Privacy-preserving two-party bartering secure against active adversaries. April 2017 doi:10.1109/PST.2016.7906968
- mit André Egners, Patrick Herrmann: Multi-operator wireless mesh networks secured by an all-encompassing security architecture. 2015 doi:10.1007/s10207-014-0244-y
- mit Florian Kerber, Dominik Teubert: Covert remote syscall communication at kernel level: A SPOOKY backdoor. Oktober 2015 doi:10.1109/MALWARE.2015.7413687
- mit Stefan Wüller, Fabian Förg, Susanne Wetzel: Privacy-preserving conditional random selection. Juli 2015 doi:10.1109/PST.2015.7232953
- mit Marián Kühnel, Manfred Smieschek: Fast Identification of Obfuscation and Mobile Advertising in Mobile Malware. August 2015 doi:10.1109/Trustcom.2015.377
- mit André Egners, Björn Marschollek: Hackers in Your Pocket: A Survey of Smartphone Security Across Platforms. Mai 2012